# مارلين ويرينغ
مارلين ويرينغ (بالإنجليزية: Marilyn Waring) (و. 1952  م) هي سياسية، وكاتِبة، وأستاذة جامعية، واقتصادية، وفلاحة، ونسوية نيوزيلندية.

## مناصب
تولت منصب عضو مجلس النواب نيوزيلندا (1978–1984)
- عضو مجلس النواب نيوزيلندا (1975–1978).

## التعليم
تعلمت في جامعة فيكتوريا، وجامعة وايكاتو.

## جوائز
حصلت على جوائز منها:
- ميدالية نيوزيلندا التذكارية 1990 [الإنجليزية]‏
- نيشان الاستحقاق لنيوزيلندا من رتبة مرافق.

## وصلات خارجية
- مارلين ويرينغ على موقع IMDb (الإنجليزية)

- مارلين ويرينغ في قاعدة بيانات الأفلام على الإنترنت